# 취안훙찬
취안훙찬(중국어 간체자: 全红婵, 정체자: 全紅嬋, 병음: Quán Hóngchán, 한자음: 전홍선, 2007년 5월 28일~)은 중화인민공화국의 다이빙 선수이다. 2020년 하계 올림픽에서 여자 10m 플랫폼 금메달을 획득했다.